# Sweetzer
Pour plus de détails, voir Fiche technique et Distribution.
Sweetzer est une comédie américaine, écrite et réalisée par Wayne Reynolds, basée sur sa pièce solo. Le film met en vedettes dans les rôles principaux Wayne Reynolds, Bryan Callen et Jorge Garcia.

## Synopsis
Quitté par sa petite amie (Jen Dede), Cooper (Wayne Reynolds) est également complètement fauché, et il a un besoin impérieux d’une thérapie. Il rejoint un groupe de soutien pour les personnes souffrant d’addiction sexuelle. Avec l’aide de Mitch (Bryan Callen), un membre du groupe qui cache un sombre secret, et de l’ancienne célébrité déchue Sergio (Jorge Garcia), Cooper essaie de reprendre le contrôle sur sa vie, et si possible de retrouver l’amour. 

## Distribution
- Wayne Reynolds : Cooper
- Bryan Callen : Mitch
- Jorge Garcia : Sergio
- Jen Dede : Cindy
- Jessa French : Glissy
- George Katt : Zoran
- Heather Ashley Chase : Fille du yoga
- Erika Medici : Charrette
- William Schallert : Barnaby
- Wendy Carter : célébrité
- Jay Bogdanowitsch : Jeremy
- Javier Bonilla : étudiant en yoga
- Louie Bowes : accro au sexe
- Heather Lynne Chasse : assistant de yoga
- Lauren Cohn : Laurel
- Jennifer De Minco : étudiant en yoga
- Tiffany DePrima : Fonda
- Amy Dore : Professeur de yoga[3]

## Production
Le film est sorti le 13 août 2007 aux États-Unis, son pays d’origine.